# سازمان‌های اطلاعاتی روسیه
سازمان‌های اطلاعاتی فدراسیون روسیه، که که بعضاً به صورت غیررسمی در زبان روسی «سرویس‌های ویژه» (روسی: Спецслужбы) نامیده می‌شوند، شامل:
- سرویس امنیت فدرال روسیه (FSB)، سازمانی که مسئولیت فعالیت‌های ضداطلاعاتی و دیگر بخش‌های امنیت ملی را برعهده دارد. این سازمان همچنین در جمع‌آوری اطلاعات در برخی کشورها، از جمله کشورهای مستقل همسود (CIS) فعال است. این سازمان مستقیماً به رئیس‌جمهور فدراسیون روسیه گزارش می‌دهد.
- سرویس اطلاعات خارجی (SVR) مسئولیت گردآوری اطلاعات از کشورهای خارج از منطقه کشورهای مستقل همسود را برعهده دارد و مستقیماً به رئیس‌جمهور فدراسیون روسیه گزارش می‌دهد.
- سرویس حفاظت فدرال (FSO) وظیفه حفاظت از مقامات بلندپایه دولتی بر اساس قوانین مرتبط (از جمله رئیس‌جمهور فدراسیون روسیه) و همچنین برخی از اماکن فدرال را بر عهده داشته و مستقیماً به رئیس‌جمهور فدراسیون روسیه گزارش می‌دهد.
- اداره اصلی اطلاعات (G.U.) که از سال ۲۰۱۰ با نام رسمی اداره کل ستاد مشترک نیروهای مسلح روسیه فعالیت می‌کند، سرویس اصلی اطلاعات نظامی نیروهای مسلح فدراسیون روسیه و به گفته برخی منابع، بزرگ‌ترین سازمان اطلاعات خارجی روسیه است.[۱]

## هماهنگی و نظارت پارلمانی
سرویس امنیت فدرال، سرویس اطلاعات خارجی و سرویس حفاظت فدرال همگی پس از انحلال کاگ‌ب و از دل آن بیرون آمدند. این سازمان‌ها از نظر اداری از یک‌دیگر مستقل بوده و به رئیس‌جمهور فدراسیون روسیه که طبق قانون مسئول اداره این سازمان‌هاست، گزارش می‌دهند.
مدیر FSB و مدیر SVR به‌طور رسمی از اعضای دائمی شورای امنیت روسیه که یک نهاد مشورتی زیر نظر رئیس‌جمهور فدراسیون روسیه هست، هستند. اگرچه مدیر FSO به عنوان عضوی از شورای امنیت روسیه طبقه‌بندی نشده، اما از وی دعوت می‌شود که به دستور رئیس‌جمهور در جلسات شرکت کند.